# Gevaarsymbool

De schedel met gekruiste beenderen, een veelgebruikt symbool voor vergif en andere bronnen van dodelijk gevaar.

Gevaarsymbolen zijn herkenbare en duidelijke symbolen ontworpen om te waarschuwen voor gevaarlijke stoffen of gevaarlijke locaties. Het gebruik van gevaarsymbolen wordt vaak bij wet of door internationale afspraken geregeld en geregisseerd door normalisatie- en standaardisatie-instellingen. Gevaarsymbolen kunnen worden weergegeven met verschillende kleuren, achtergronden, randen en aanvullende informatie om de aard van het gevaar aan te duiden (zoals korte teksten, letterwoorden, onderborden of andere symbolen). Ze dienen op herkenbare en duidelijk zichtbare plaatsen te worden aangebracht, zoals bijvoorbeeld op het etiket van een recipiënt.

## Type gevaarsymbolen
| Naam                      | Pictogram                                                                            | Europees gevarenbord | GHS gevarenbord      |
| ------------------------- | ------------------------------------------------------------------------------------ | -------------------- | -------------------- |
| Giftig/dodelijk           | Skull and crossbones                                                                 | Skull and crossbones | Skull and crossbones |
| Straling                  | Radioactiviteit                                                                      |                      |                      |
| Ioniserende straling      | Radioactivity                                                                        |                      |                      |
| Niet-ioniserende straling | Radiostraling                                                                        |                      |                      |
| Biologisch gevaar         | Biohazard                                                                            |                      |                      |
| Waarschuwing              | Warning                                                                              |                      |                      |
| Hoogspanning              | High voltage                                                                         |                      |                      |
| Magnetisch veld           |                                                                                      |                      |                      |
| Chemisch wapen            | Chemical warfare                                                                     |                      |                      |
| Lasergevaar               | A typical laser warning symbol                                                       |                      |                      |
| Optische straling         | Warning for optical radiation, symbol D-W009 according to German standard DIN 4844-2 |                      |                      |
| Tsunami                   | Japanese warningsign for Tsunami hazard                                              |                      |                      |

## Symbool voor radioactiviteit

Huidige symbool

Het oude symbool voor straling (1946)

Het internationale symbool voor straling  verscheen voor het eerst in 1946, aan de Universiteit van Californië, Berkeley Radiation Laboratory. Op dat moment was het magenta op een blauwe achtergrond. Het symbool (het klaverblad) toont een centrale cirkel met eromheen drie bladen. De moderne versie is zwart tegen een gele achtergrond. 

Het nieuwe ISO 21482 stralingssymbool

Op 15 februari 2007 kondigden de IAEA en de ISO een nieuw symbool aan voor ioniserende straling als aanvulling op het traditionele klaverblad. Het nieuwe symbool is gericht op het waarschuwen van iedereen en overal voor de potentiële gevaren van de nabijheid van een grote bron van ioniserende straling. Deskundigen vonden dat het klaverbladsymbool weinig intuïtieve waarde had en minder snel herkend zou worden in zijn betekenis door degenen die er niet toe zijn opgeleid. Volgens het IAEA bleken veel kinderen in een enquête bij een internationale school het klaverblad te houden voor een niet-bedreigende scheepsschroef. Vandaar dat het bureau samen met de ISO dit symbool bedacht heeft voor verzegelde stralingsbronnen. Het toont op een rode achtergrond een zwart klaverblad voor straling, een schedel met gekruiste beenderen en een persoon wegrennend van het gevaar. Het klaverblad suggereert de aanwezigheid van straling en de rode achtergrond en het doodshoofd waarschuwen voor het gevaar. De persoon die wegrent suggereert de actie voor het vermijden van het gelabelde materiaal. Het symbool is getest in landen met verschillende bevolkingsgroepen van variërende groepen, leeftijden en educatieve achtergronden om ervoor te zorgen dat het duidelijk de boodschap van "gevaar: wegblijven" uitstraalt. Het nieuwe symbool is niet bedoeld om algemeen zichtbaar te zijn, maar om te verschijnen op inwendige huisvesting van stralingsbronnen zodat, als iemand het apparaat probeert te demonteren, hij gewaarschuwd wordt om niet verder te gaan.

## Symbool voor biologisch gevaar

Biohazard symbool, gebruikt sinds 1966

Het symbool is ontwikkeld door Dow Chemical Company in 1966 voor insluiting van hun producten.
Volgens Charles Baldwin, een milieu-gezondheidsingenieur die heeft bijgedragen aan de ontwikkeling van het symbool: "We wilden iets dat onvergetelijk was, maar betekenisloos, zodat we mensen konden opvoeden over wat het betekent." In een artikel in Science in 1967 werd het symbool gepresenteerd als de nieuwe standaard voor alle biologische gevaren ("biohazards"). Het artikel legt uit dat meer dan 40 symbolen werden opgesteld door Dow-artiesten, en alle symbolen erop onderzocht werden dat ze voldeden aan een aantal criteria: "(i) opvallend in vorm om onmiddellijke aandacht te trekken; (ii) uniek en eenduidig, om niet te verwarren met symbolen voor andere doeleinden, (iii) snel en gemakkelijk herkenbaar en herinnerd, (iv) gemakkelijk gestencild; (v) symmetrisch zodat het vanuit alle hoeken identiek lijkt, en (vi) aanvaardbaar is voor groepen van verschillende etnische achtergronden." De gekozene scoorde het beste op landelijke testen voor herinneringsgraad.
Het wordt gebruikt in de etikettering van biologische materialen die gebruikt worden en een aanzienlijk gezondheidsrisico dragen, met inbegrip van virale monsters en injectienaalden. 
Alle onderdelen van het symbool kunnen met een passer en een liniaal worden getekend.

## Symbool van doodshoofd met gekruiste beenderen

Symbool

Het schedel-en-gekruiste-beenderen-symbool, bestaande uit een menselijke schedel en twee gekruiste botten samen onder de schedel, is vandaag de dag algemeen in gebruik voor het waarschuwen van gevaar, met name met betrekking tot giftige stoffen. 
Het symbool wordt onder andere ook gebruikt door het genootschap Skull and Bones.
Naast bovenstaand symbool (welk ongelimiteerd gebruikt mag worden) bestaat er nog een ander symbool voor gevaarlijke stoffen, genaamd Mr. Yuk. Deze afbeelding werd ontwikkeld om te voorkomen dat voornamelijk kinderen giftige substanties tot zich zouden nemen. Een mogelijke gedachte achter deze weergave is dat het symbool met het doodshoofd een associatie kan wekken welke te maken heeft met piraten, en derhalve verkeerd geïnterpreteerd kan worden door kinderen.

## Uitroepteken

Verkeersbord

Op waarschuwingsborden wordt er vaak een uitroepteken gebruikt om de aandacht te vestigen op een waarschuwing voor gevaar, bedreiging en het onverwachte. In Europa wordt het teken gebruikt als er geen andere passende borden ter aanduiding van een gevaar beschikbaar zijn. Bij gebruik in verkeersborden beschrijft een tekst bij het bord het gevaar. 

## Chemisch gevaar

NFPA 704-aanduiding.

Europese aanduiding, deze zegt licht ontvlambaar (33) - benzine (1203)

Een label voor chemisch gevaar is een pictogram geplaatst op verpakkingen van gevaarlijke chemische verbindingen om specifieke risico's aan te geven en daarmee de vereiste voorzorgsmaatregelen. Er zijn verschillende systemen van etiketten.
De in de Verenigde Staten gevestigde National Fire Protection Association (NFPA) heeft de standaard NFPA 704 die een ruitvorm gebruikt met vier gekleurde secties met ieder een nummer van 1 tot 4 om de ernst aan te geven (0 voor geen enkel gevaar, 4 duidt op een ernstig gevaar). Het rode gedeelte geeft de ontvlambaarheid aan. Het blauwe gedeelte geeft gezondheidsrisico's aan. Geel staat voor reactiviteit (neiging om te ontploffen). Het witte gedeelte geeft bijzondere informatie over de gevaren. Dit type label wordt voornamelijk gebruikt in de Verenigde Staten.
In Europa wordt er een andere standaard gebruikt, zoals vastgesteld in de  overeenkomst betreffende het internationale vervoer van gevaarlijke goederen over de weg (ADR). Voertuigen die gevaarlijke goederen vervoeren moeten worden uitgerust met oranje borden, waarbij het onderste nummer de stof identificeert, terwijl het bovenste nummer een sleutel geeft voor de bedreiging die het geeft.

## Officiële gevarenpictogrammen van de Europese Unie
De Europese Unie hanteert een aantal gevaarsymbolen met de daarbij behorende categorieën voor de aanduiding van het gevaar van bepaalde stoffen. In Nederland werden deze gevaarsymbolen geïmplementeerd middels de Wet milieugevaarlijke stoffen en de daarbij horende etikettering.
Vanaf 2008 werd dit systeem gefaseerd vervangen door het wereldwijde GHS-systeem voor het classificeren en labelen van chemicaliën.

## Wereldwijde gevarenpictogrammen
GHS of het Globally Harmonised System of Classification and Labelling of Chemicals is de nieuwe wijze van indeling, kenmerking en etikettering van chemische stoffen en preparaten. Het systeem is ontwikkeld binnen de Verenigde Naties en is gebaseerd op bestaande systemen uit verschillende delen van de wereld.